# Panderichtys
Panderichtys (Panderichthys rhombolepis) – drapieżna ryba mięśniopłetwa. Jej szczątki znaleziono u wybrzeży Morza Bałtyckiego, w pobliżu Łotwy.
Żyła w późnym dewonie (ok. 380 mln lat temu) w akwenach morskich. Stanowi jedno z ogniw pośrednich w ewolucji kręgowców od ryb do płazów.
Ryba ta posiadała jeszcze płetwy, ale jej czaszka była już spłaszczona grzbieto-brzusznie, a nie, jak u innych ryb, bocznie. Posiadała również zalążkowe cechy czworonożności. Nie miała już płetwy grzbietowej i odbytowej, a płetwy parzyste – brzuszne i piersiowe – były podobne do kończyn czworonogów. Na przykładzie tej ryby można prześledzić przekształcanie się otworu skrzelowego (tryskawki) w ucho środkowe.

Kręgowce charakterystyczne dla późnego Dewonu: ryby mięśniopłetwe i czworonogi ziemnowodne.
Z mięśniopłetwych ryb takich jak eustenopteron wyewoluowały ich następcy panderichtys, które mogły oddychać powietrzem atmosferycznym na mulistych płyciznach, następnie pojawił się tiktaalik, który przy pomocy kończyno-podobnych płetw mógł wychodzić na ląd, poprzedzając pierwsze czworonogi takie jak akantostegi, których stopy posiadały osiem palców i ichtiostegi z rozwiniętymi kończynami, buszujące w chwastach porastających nabrzeżne mokradła. Mięśniopłetwe ryby wyewoluowały także w latimerie (coelacanth), które przetrwały do dziś.